# 우조 효과

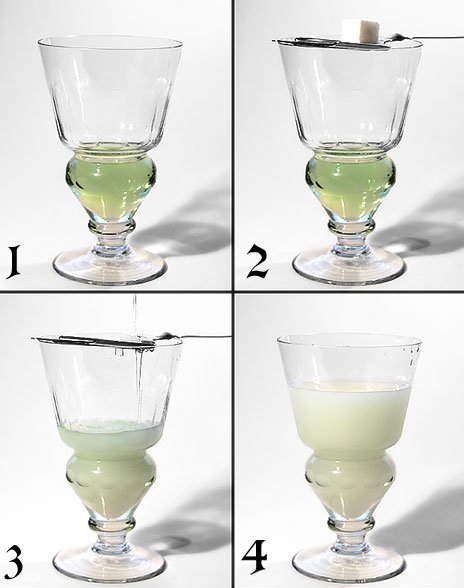
압생트 조제 시 나타나는 우조 효과

우조 효과(ouzo effect)는 우조와 같은 아니스 리큐어 및 증류주에 물을 첨가할 때 우유빛의 기름-물 유화액이 형성되는 현상을 말한다. 파스티스, 라크, 아라크, 삼부카, 압생트 등이 이에 해당한다. 이러한 유화액은 최소한의 혼합만으로도 생성되며 매우 안정적이다. 루슈 효과(louche effect)나 자발적 유화 현상으로도 부른다.

## 관찰 및 설명

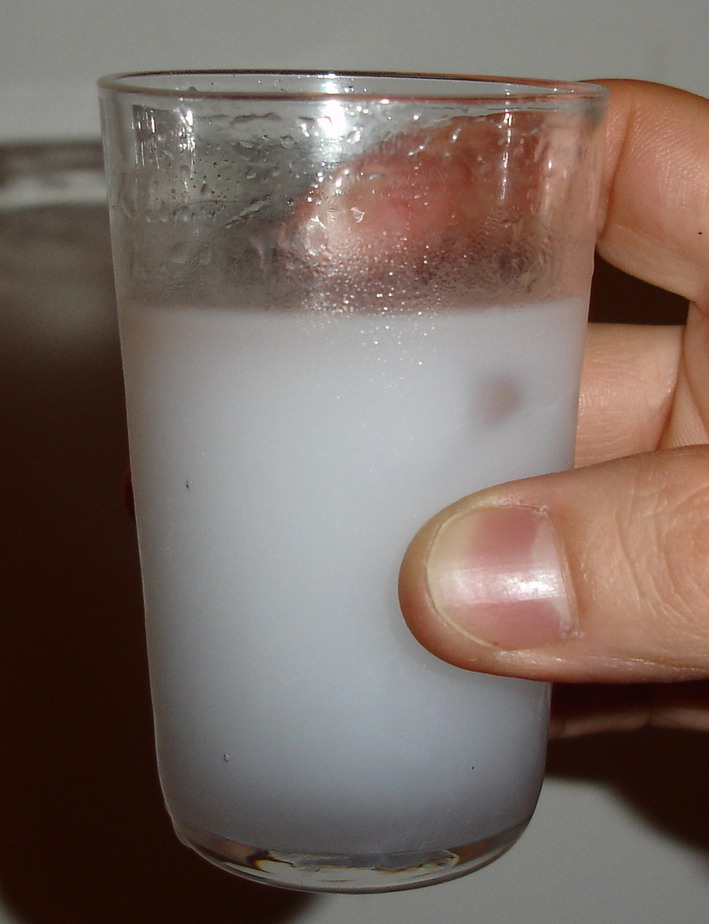
물과 얼음을 넣은 아라크

먼저 트랜스-아네톨과 같은 강한 소수성 정유가 에탄올과 같은 물과 섞일 수 있는 용매에 용해되고, 에탄올 자체는 물과 용액("균일 혼합물")을 형성한다.
그 후 더 많은 물을 첨가하여 에탄올의 농도가 낮아지면 소수성 물질이 용액에서 침전되어 남은 에탄올-물 혼합물과 유화액을 형성한다. 유화액 내의 작은 물질 방울들이 빛을 산란시켜 혼합물이 흰색으로 보이게 된다.
일반적으로 기름-물 유화액은 안정적이지 않다. 기름 방울들은 거시적 수준에서 완전한 상 분리가 이루어질 때까지 합체한다. 소량의 계면활성제를 첨가하거나 높은 전단률(강한 교반)을 적용하면 기름 방울을 안정화할 수 있다.
물이 풍부한 우조 혼합물에서는 기계적 교반, 분산제, 계면활성제 없이도 방울의 합체가 극적으로 느려진다. 이는 액체-액체 핵생성을 통해 안정적인 균일 유체 분산을 형성한다. 소각 중성자 산란으로 측정한 방울의 크기는 마이크론 단위로 나타났다.
동적 광산란을 이용한 시트니코바 등의 연구에 따르면, 유화액 내 기름 방울은 오스트발트 숙성에 의해 성장하며 방울들이 합체되지 않는다는 것을 보여주었다. 오스트발트 숙성 속도는 에탄올 농도가 증가함에 따라 감소하다가 평균 지름 3 마이크론의 크기로 안정화되는 것으로 관찰되었다.
다성분 혼합물의 열역학적 고려사항에 기초하여, 유화액은 상평형 그림의 바이노달 곡선과 스피노달 곡선 사이에 갇혀 안정성을 얻는다. 그러나 에탄올 농도 증가에 따른 오스트발트 숙성 속도의 관찰된 감소를 책임지는 미시적 메커니즘은 아직 완전히 밝혀지지 않은 것으로 보인다.

## 응용
유화액은 다양한 상업적 용도로 사용한다. 광범위한 조제 식품, 세제, 신체 관리 제품들이 장기간 안정성을 유지해야 하는 유화액 형태를 취한다. 우조 효과는 대규모 생산 공정에서 비용이 많이 드는 고전단 안정화 기술 없이도 계면활성제가 필요 없는 유화액을 생성할 수 있는 잠재적 메커니즘으로 여겨진다. 의사 라텍스(pseudolatex), 실리콘 유화액, 생분해성 고분자 나노캡슐 등 다양한 분산액은 우조 효과를 이용해 합성한 것이다. 그러나 앞서 언급했듯이 이 효과의 정확한 메커니즘은 아직 명확하지 않다. 우조 효과를 이용해 형성된 나노입자는 제조 과정에서 고분자의 빠른 고체화로 인해 계면활성제를 사용하여 형성된 열역학적으로 안정화된 미셀과는 달리 동역학적으로 안정화된 것으로 여겨진다.